# Prionyx kirbii
Prionyx kirbii (лат.) — вид роющих ос рода Prionyx из семейства Sphecidae. Палеарктика. Назван в честь английского энтомолога Уильяма Кирби (1759—1850).

## Распространение
Prionyx kirbii kirbii: Ю.Европа, Венгрия, Алжир, Ливия, Египет, Израиль, Турция, юг Палеарктической области в Азии.

## Описание
Осы средних и крупных размеров (длина около 2 см). Цвет самцов: голова и грудь черные; мандибулы и тегулы темно-бордовые или черные; брюшко — петиоль черный; тергиты Т1—3 красные, иногда Т3 частично черный; Т4—7 черные; Т2—6 с узкой желтой полосой перед обесцвеченным краем; ноги — тазики, вертлуги, бедра черные, бедро 3 иногда черное; голени и лапки темно-желтые, иногда полностью черные. Самки: голова и грудь черные, кроме мандибул и тегул темно-бордового цвета; брюшко — петиоль черный; тергиты Т1—3 красные, иногда темные дорсально; Т4—6 черные; края обесцвечены без желтых субапикальных полос или Т2 и Т3 с очень узкими полосами; стернит S6 красный; ноги темные, железисто-рыжие до черных. Усики самок 12-члениковые, у самцов состоят из 13 сегментов. Длина самок от 13 до 17 мм, самцы от 12 до от 15 мм. Имеют длинную и узкую «талию» (петиоль — участок между грудью и брюшком).
Подвиды

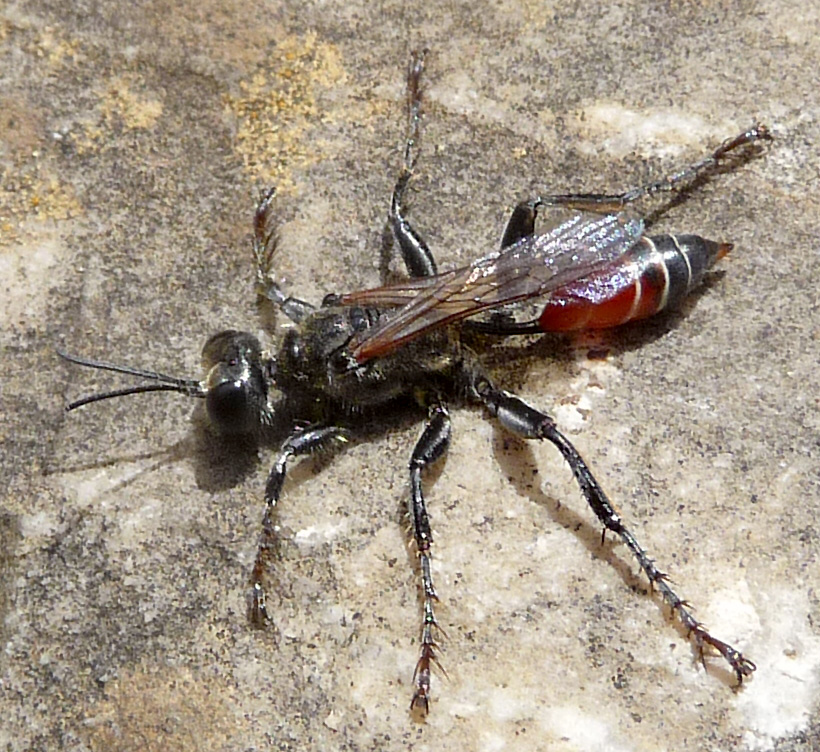
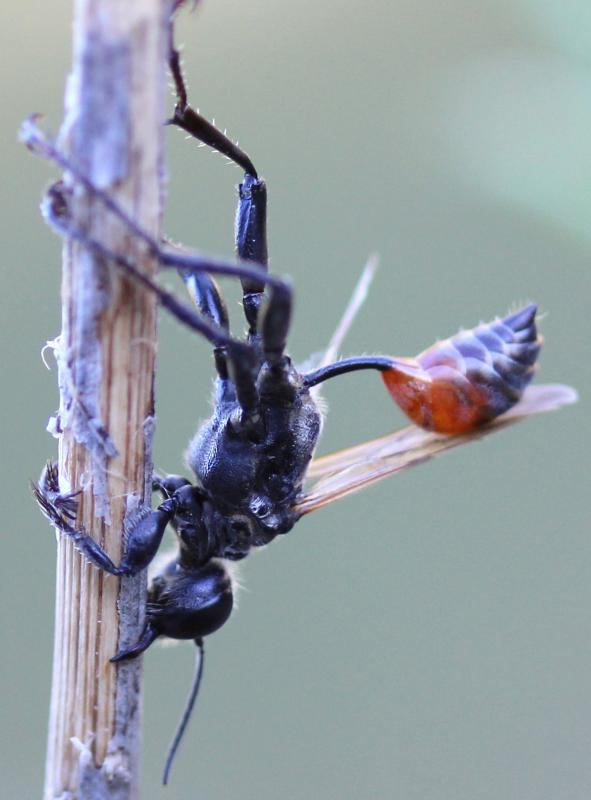

- Prionyx kirbii kirbii (Vander Linden, 1827)
- Prionyx kirbii marginatus (F.Smith, 1856)